# Rapunzel-Glockenblume
Die Rapunzel-Glockenblume (Campanula rapunculus) ist eine Art aus der großen Gattung der Glockenblumen (Campanula) innerhalb der Familie der Glockenblumengewächse (Campanulaceae). 

## Beschreibung
Die Rapunzel-Glockenblume ist eine 30 bis 100 cm hoch werdende mehrjährige krautige Pflanze. Ihre Hauptwurzel ist deutlich verdickt. Die Stängel sind kantig und leicht behaart oder kahl. Die Blätter der Rosette sind umgekehrt eiförmig und gezähnt. Die 1,5 bis 2,5 cm langen, gestielten Blüten sitzen in einer schmalen, traubenähnlichen Rispe mit aufgerichteten kleinen Ästen, die hellvioletten Blütenglocken sind zu einem Drittel eingeschnitten.
Die Chromosomenzahl beträgt 2n = 20.

## Standorte und Verbreitung
Die Art wächst auf Halbtrockenrasen, an Weg- und Gebüschrändern und auf Wiesen. Sie bevorzugt mehr oder weniger trockene, nährstoffreiche, lehmige Böden. Sie ist eine Art der Ordnung Origanetalia, kommt aber auch in Gesellschaften der Verbände Mesobromion oder Arrhenatherion vor. Die ökologischen Zeigerwerte nach Landolt et al. 2010 sind in der Schweiz: Feuchtezahl F = 2 (mäßig trocken), Lichtzahl L = 3 (halbschattig), Reaktionszahl R = 3 (schwach sauer bis neutral), Temperaturzahl T = 4+ (warm-kollin), Nährstoffzahl N = 3 (mäßig nährstoffarm bis mäßig nährstoffreich), Kontinentalitätszahl K = 4 (subkontinental).
Die Rapunzel-Glockenblume kommt von Südeuropa bis nach Skandinavien vor. Ferner findet man sie in Nordwestafrika, in Sibirien und Nordwestasien. Sie ist ein submediterranes Florenelement. In Europa hat sie ursprüngliche Vorkommen in Spanien, Frankreich, Portugal, Italien, Belgien, den Niederlanden, Schweiz, Deutschland, Polen, Österreich, Slowakei, Ungarn, Slowenien, Kroatien, Serbien, Bosnien-Herzegowina, Montenegro, Albanien, Griechenland, Bulgarien, Rumänien, Moldau, Ukraine (Krim), Türkei und Russland.
In Deutschland ist sie im westlichen, mittleren und südwestlichen Gebiet recht verbreitet. Im Norden, Osten und auch südlich der Donau ist sie entweder sehr selten oder fehlt ganz. Während die Art in der Schweiz allgemein verbreitet ist, ist sie in Österreich sehr selten im Burgenland zu finden und gilt dort als vom Aussterben bedroht.

## Taxonomie und Systematik
Die Rapunzel-Glockenblume wurde 1753 von Carl von Linné in Species Plantarum Band 1 Seite 164 als Campanula rapunculus erstbeschrieben.
Man kann die folgenden Unterarten unterscheiden:
- Campanula rapunculus subsp. lambertiana (A.DC.) Rech.f.: Sie kommt vom südlichen Bulgarien bis Westasien vor.[6]
- Campanula rapunculus subsp. rapunculus: Sie kommt in Europa und im Mittelmeergebiet vor.[6]

## Verwendung
Die Wurzel der Rapunzel-Glockenblume ist fleischig verdickt und kann als wohlschmeckendes Wurzelgemüse wie Echter Sellerie (Apium graveolens) oder Rote Bete zubereitet werden. Rohe Wurzelscheiben und Blätter ergeben einen Salat. Im Mittelalter wurden die Pflanzen gesammelt und im Garten kultiviert. Im Elsass und in der Schweiz wurde die Art noch zwischen 1906 und 1929 angebaut. Ähnlich wie beim Feldsalat (Valerianella locusta) wurden im Winter auch die Rosettenblätter geerntet. Demnach ist die Pflanze in freier Natur ein typisches Kulturrelikt.

## Trivialnamen
Für die Rapunzel-Glockenblume bestehen bzw. bestanden, zum Teil auch nur regional, auch die weiteren deutschsprachigen Trivialnamen: Fürwitzlein (Elsaß, Sachsen), Rapünzel (Mark Brandenburg), Rapünzelin, Rapünzle (Bern), Rapünzlein (Zürich), Rapunzel und Rübenrapunzel.
Möglicherweise dachten die Brüder Grimm bei ihrem Märchen Rapunzel an die Rapunzel-Glockenblume.

## Bilder

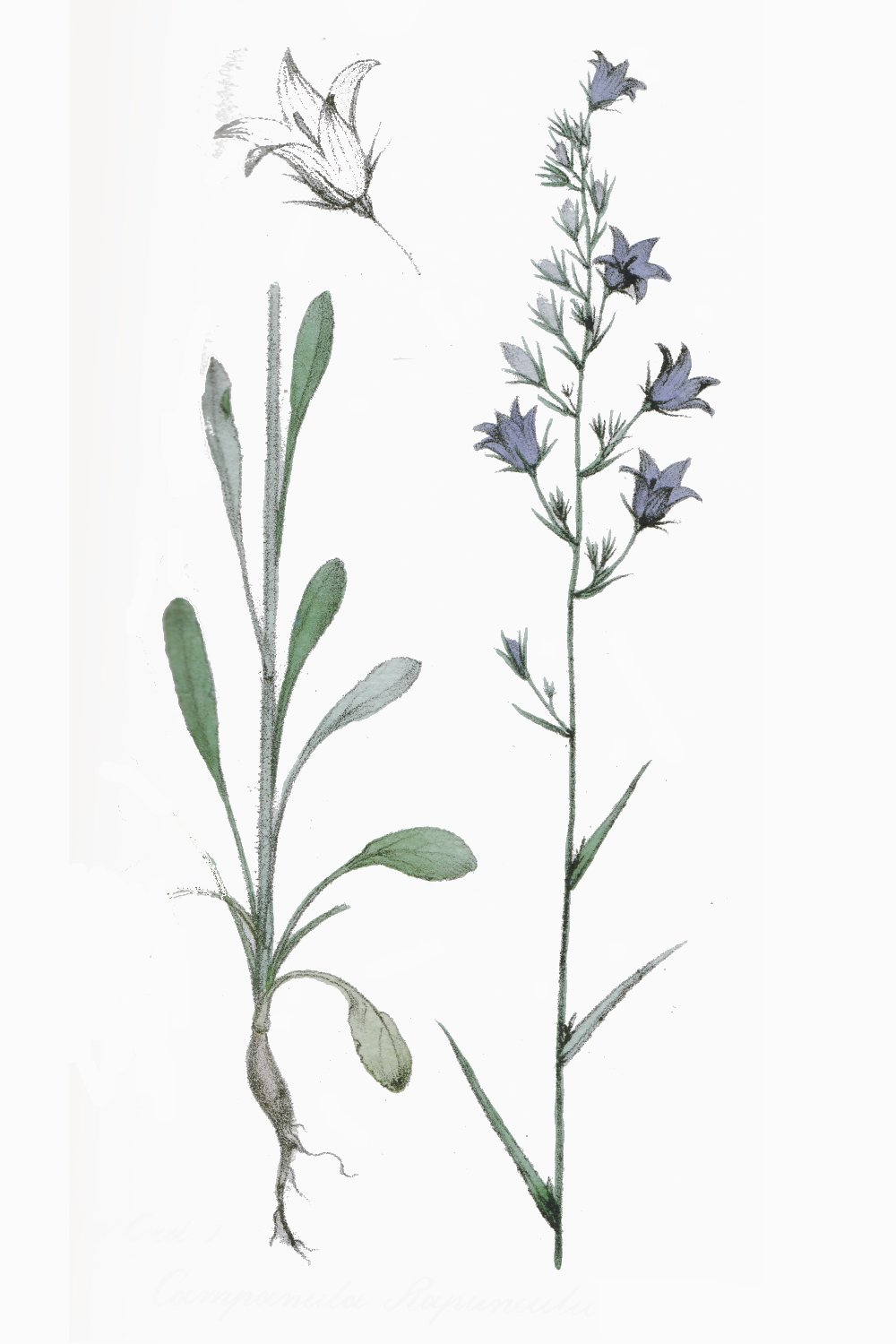
Habitus
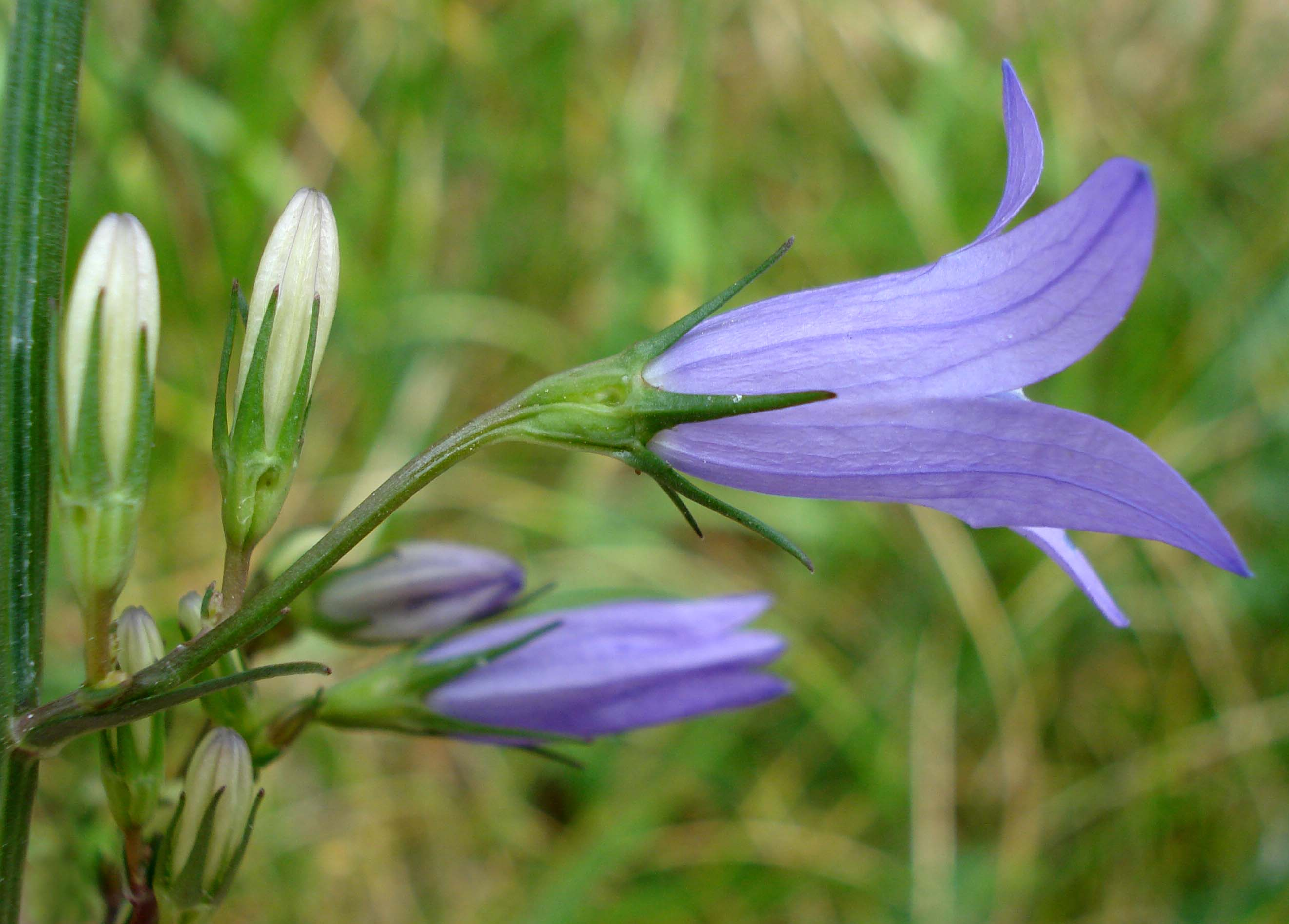
Details des Blütenstandes
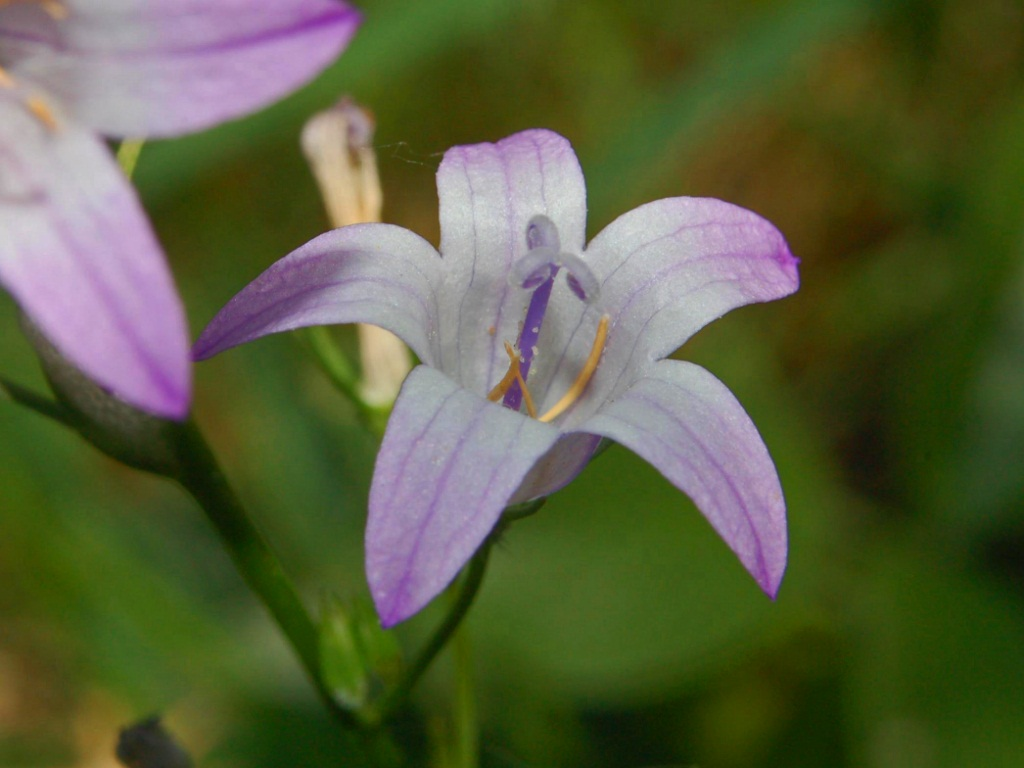
Blüte
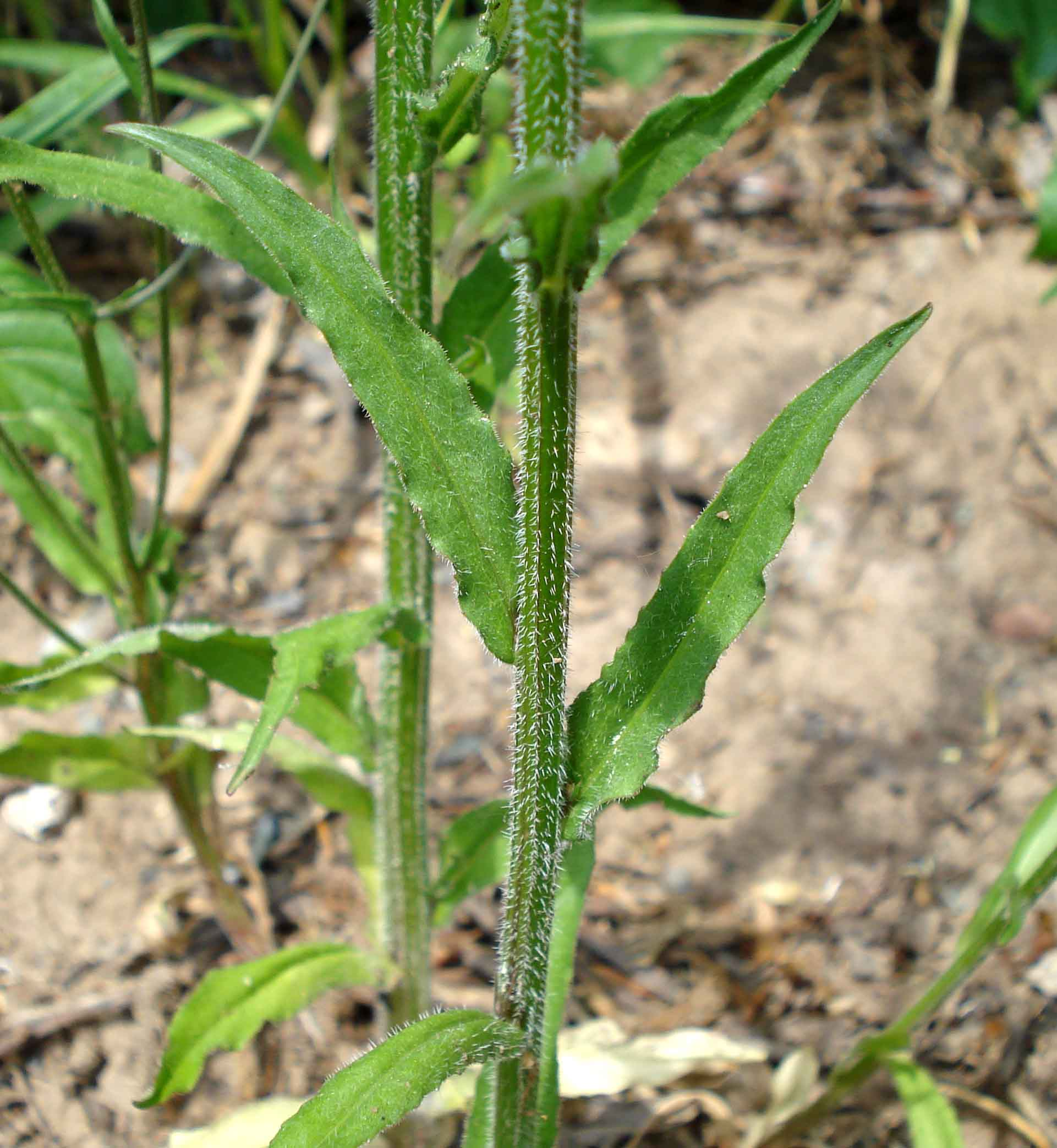
Laubblätter